# Argentopirita
La argentopirita es un mineral de la clase de los minerales sulfuros. Fue descubierta en 1868 en Jáchymov, en Bohemia (República Checa), siendo nombrada así por su composición con plata y su parecido físico con la pirita.

## Características químicas
Es un sulfuro anhidro de hierro y plata, que cristaliza en el sistema monoclínico, siendo un dimorfo de la sternbergita, de igual composición química pero que cristaliza en el sistema ortorrómbico.
Además de los elementos de su fórmula, suele llevar como impurezas: cobre y arsénico.

## Formación y yacimientos
Se forma como mineral raro en vetas de alteración hidrotermal de varios minerales de plata.
Suele encontrarse asociado a otros minerales como: arsénico, proustita, pirargirita, pirostilpnita, xantoconita, sternbergita, estefanita, pirita, níquelskutterudita, dolomita, calcita o cuarzo.

## Usos
Es una mena minoritaria del metal de oro.